# بين نولان
بين نولان (13 مايو 1983 في المملكة المتحدة - )  (بالإنجليزية: Ben Nolan)‏ هو لاعب كريكت بريطاني. لعب مع Hampshire Cricket Board ‏.